# Onze-Lieve-Vrouwe ter Nood (Heiloo)

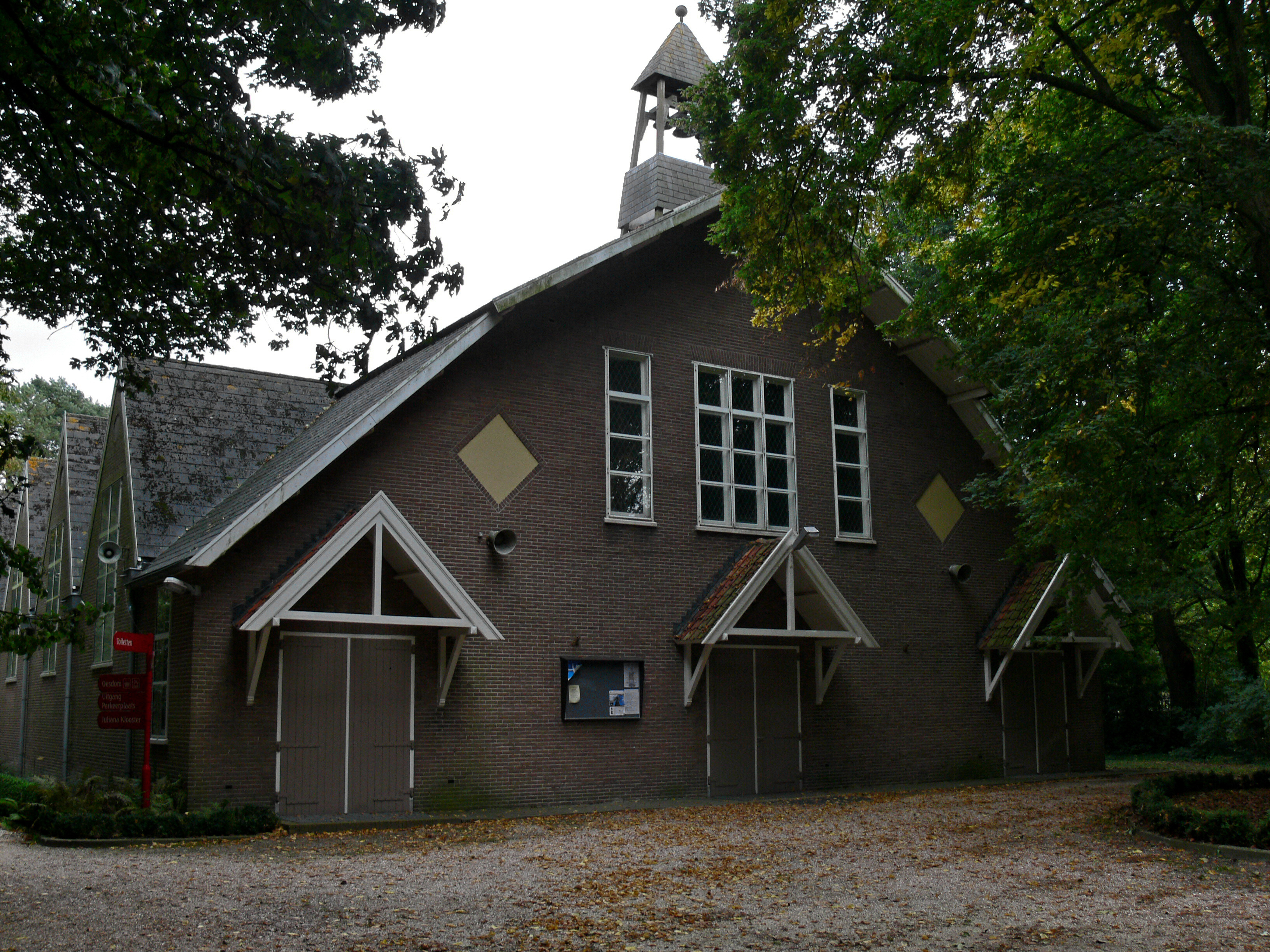
De oostkant van de grote kapel

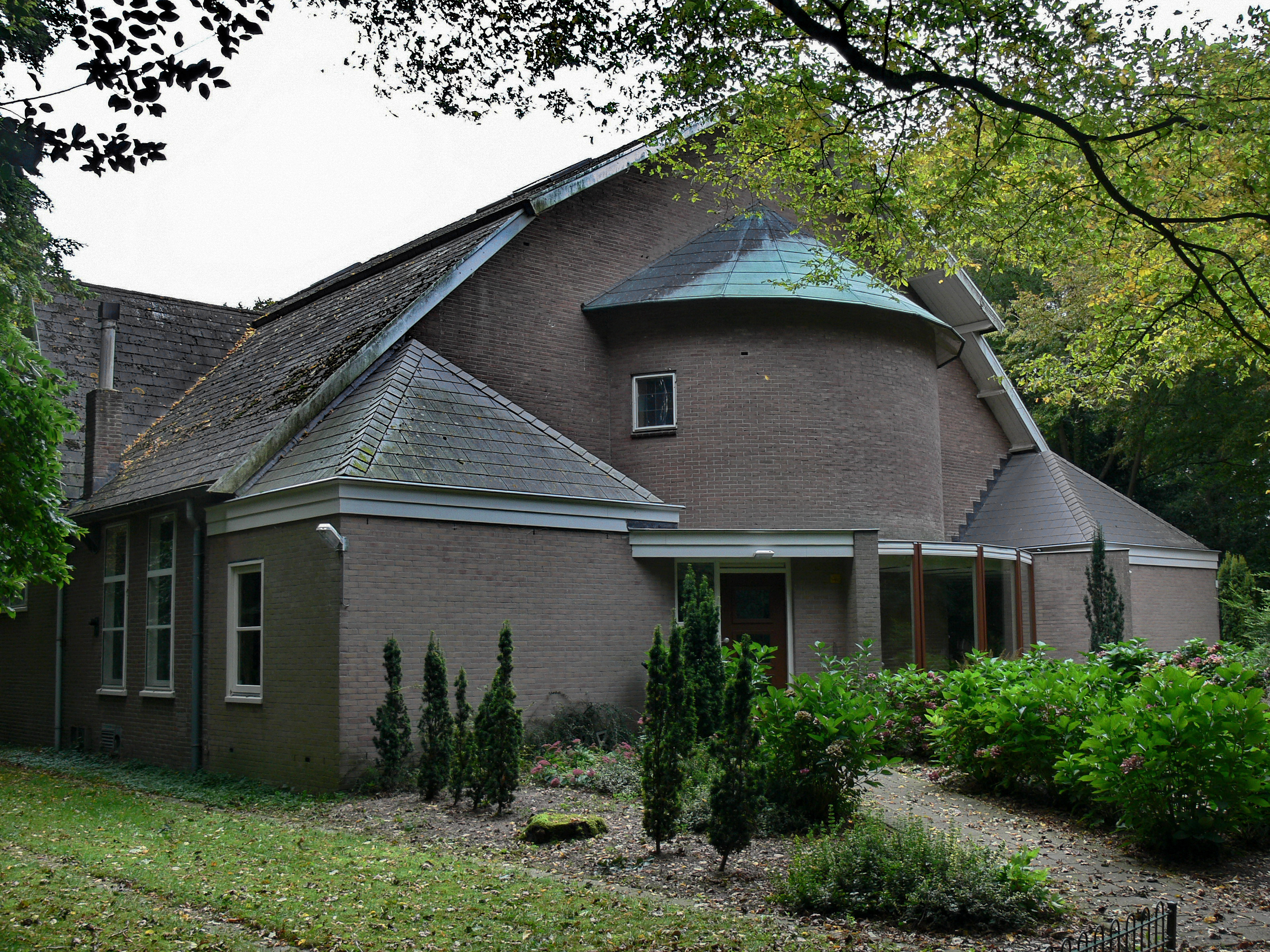
De westkant van de grote kapel

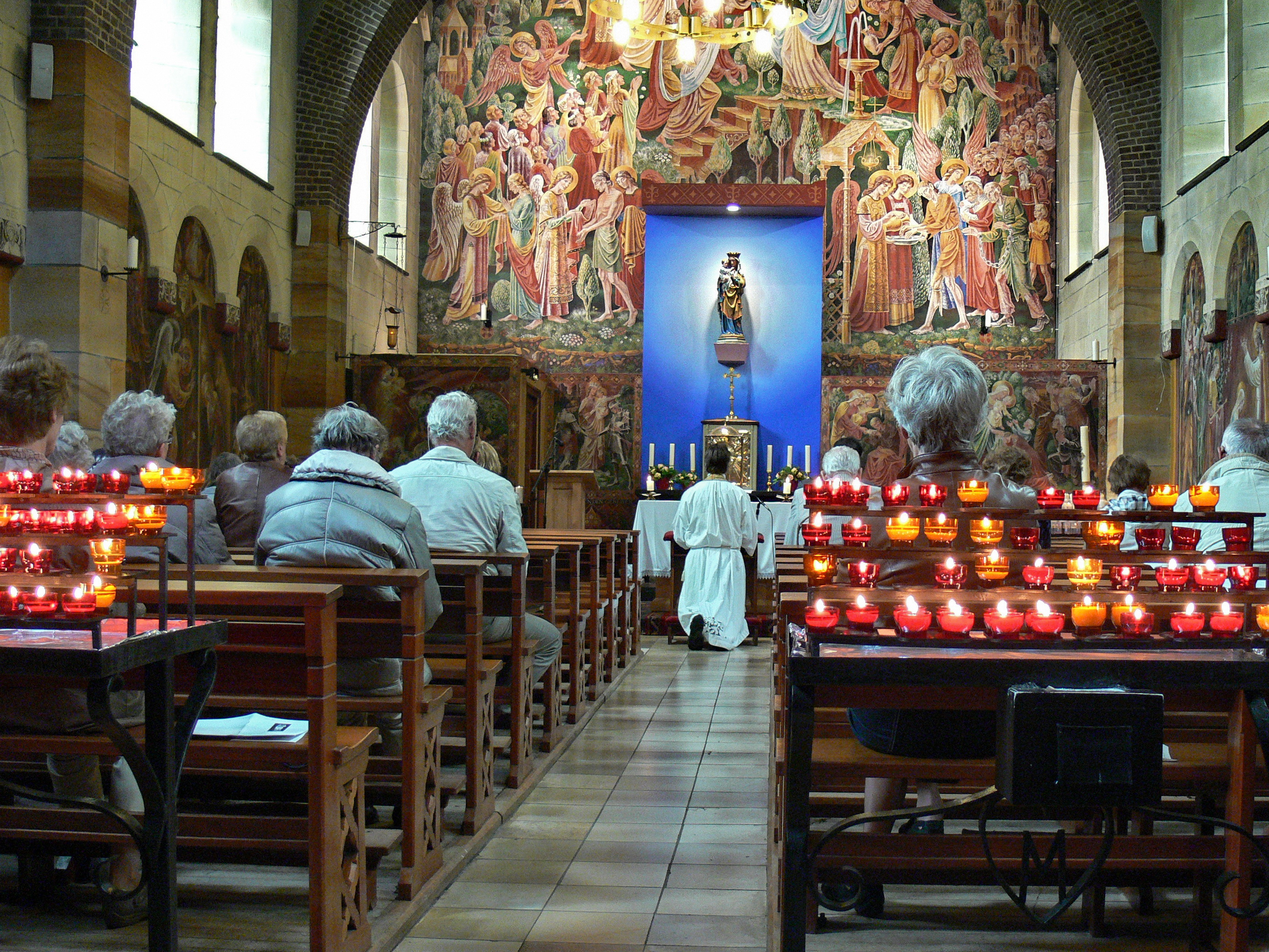
De binnenkant van de kleine genadekapel

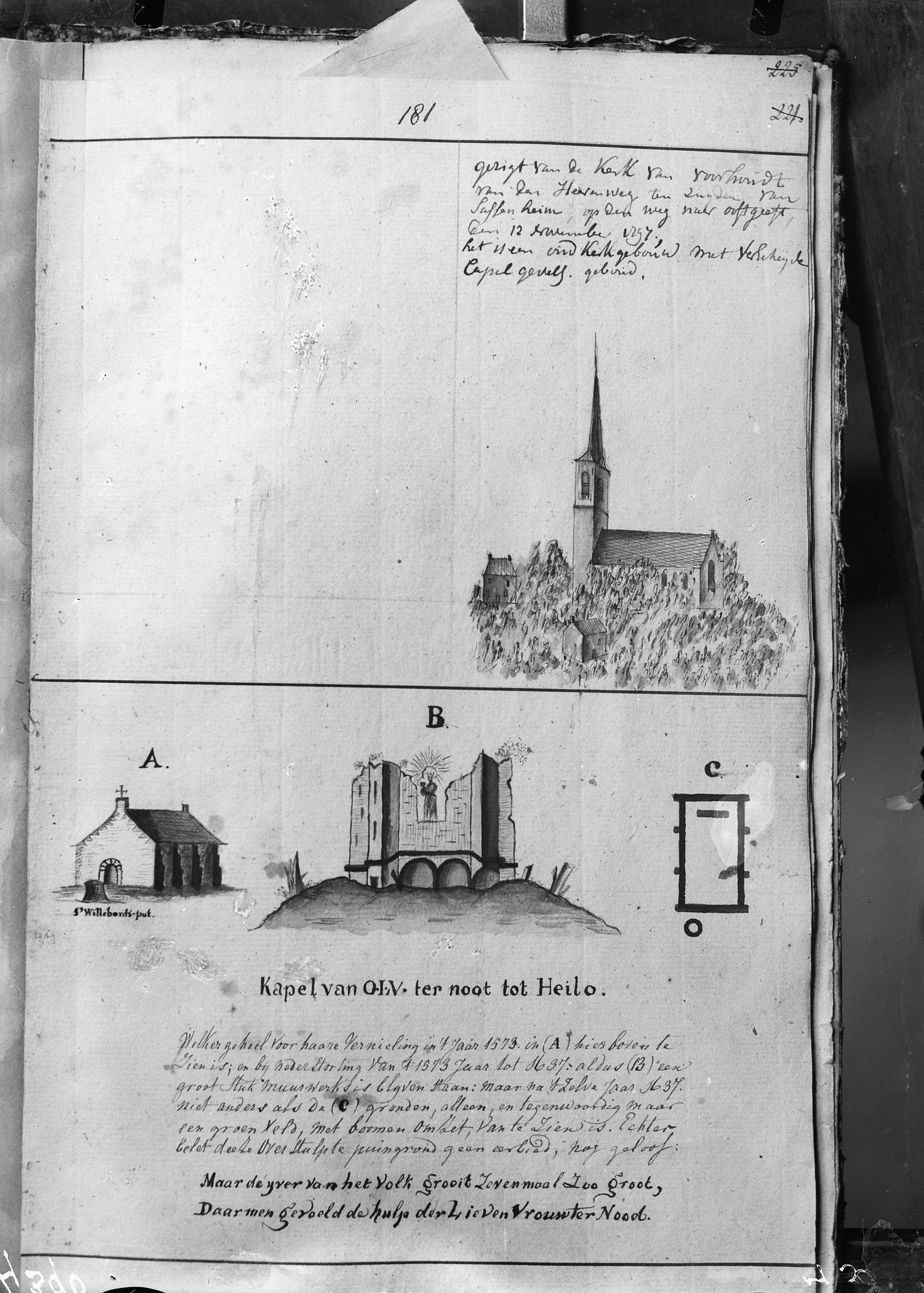
Opstand, plattegrond en ruïne

Onze-Lieve-Vrouw ter Nood is een bedevaartsoord in de buurtschap Kapel (ook wel Capel en Oesdom genoemd) in het zuiden van de Nederlandse gemeente Heiloo. Op een heuvel op het terrein staat een als geneeskrachtig beschouwde waterput, de Runxputte.

## Geschiedenis
De eerste schriftelijke bevestiging van het bestaan van de kapel dateert van 1409. De oorsprong van het bedevaartsoord ligt rond 1400, toen volgens de overlevering een man schipbreuk leed voor de kust bij Egmond. Hij beloofde een kapel voor Maria te bouwen als hij gered werd. Maria zou hem immers hebben gezegd dat 'als ge mij gaat eren, zal de wind gaan keren'. Veilig en wel thuisgekomen vond hij een Maria-beeldje in een akker, dicht bij de Runxput. Men geloofde dat deze put iets te maken had met de komst van de h. Willibrord rond 720. De schipper nam het beeldje mee, maar het verhuisde telkens op wonderbaarlijke wijze terug naar de akker. Dit werd gezien als een teken dat daar een kapel gewijd aan Onze Lieve Vrouw ter Nood moest worden gebouwd. Zo geschiedde. De kapel groeide in korte tijd uit tot een veelbezocht bedevaartsoord. De heuvel werd later Kruipberg genoemd, omdat processies rond de kapel meestal kruipend werden gehouden.
Tijdens het Beleg van Alkmaar in 1573 werd de kapel vernield; de ruïne werd in 1637 op last van de Staten van Holland met de grond gelijk gemaakt en ook de put werd vernield om een einde te maken aan de voortdurende komst van pelgrims. Het Mariabeeld was waarschijnlijk al eerder verloren gegaan. Hoewel de maatregelen wel enig effect hadden bleef het terrein veel pelgrims trekken.
In 1713 kreeg de verering een nieuwe impuls nadat het de waterbron van de put spontaan ontsprongen zou zijn op de nacht na het feest van de Onbevlekte Ontvangenis van Maria. Holland werd toen zwaar getroffen door de runderpest en de boeren geloofden dat het water uit de put geneeskrachtig was. Er wordt verder gezegd dat twee kasteleins het verhaal verder in omloop brachten om hun nering te verbeteren tijdens deze crisistijd als gevolg van de veepest.
Nadat de waterput weer open was werden zelfs grote religieuze ceremonies gehouden waartegen de baljuw van Kennemerland een enkele keer met geweld optrad. Omdat de plaatselijke overheid echter een deel van de opbrengst uit de offerbus kreeg kon de bedevaart lokaal rekenen op tolerantie. De Staten van Holland, die geen financieel belang bij de bedevaart hadden, trachtten deze in 1768 echter definitief onmogelijk te maken, onder meer door de vergunningen van kasteleins in de omgeving in te trekken en de Kruipberg te laten egaliseren en beplanten.
Tegen het einde van de 18e eeuw was er aan de devotie vrijwel een einde gekomen. Pogingen van de katholieken om het terrein begin 19e eeuw van de Dienst Domeinen te kopen, mislukten. Desondanks kon er nog in 1807 een processie van Kapel naar de Willibrordusput in Heiloo gehouden worden. Verdere processies werden echter door de overheid verboden; om dit verbod kracht bij te zetten werd in het naburige Limmen een garnizoen gelegerd. De bedevaart werd definitief onmogelijk gemaakt nadat Gijsbert Fontein Verschuir, de anti-katholieke oud-burgemeester van Alkmaar, in 1817 het terrein in Kapel kocht. In 1832 of 1833 kwam ook aan individuele omgangen een einde en raakte de devotie in de vergetelheid.
Rond 1870 nam de wetenschappelijke belangstelling echter toe. Vanaf 1886 groeide, na aansporingen door missiepaters, ook in de parochie Heiloo de wens om de bedevaart nieuw leven in te blazen. In 1902 kocht pastoor Geenen het terrein waarop zich de kapel en de put hadden bevonden. De katholieke margarinefabrikant Gerrit van den Bosch uit Alkmaar financierde opgravingen naar de fundamenten van de kapel en de restanten van de Runxputte. In maart 1905 werden de vermoedelijke restanten van kapel en put ontdekt. Nog in juli van dat jaar werd vanuit Amsterdam een eerste bedevaart gehouden. In 1906 werd een eerste processie gehouden en werd bij de put een houten kruis met een afbeelding van Maria geplaatst. De herbouwde put werd voorzien van een pomp. Het bedevaartterrein werd in 1907 en 1910 uitgebreid met aangrenzende percelen.
In 1909 maakte de kunstenaar Hans Mengelberg een Mariabeeldje dat als cultusobject zou dienen. Datzelfde jaar werd op de plaats waar de middeleeuwse kapel had gestaan een nieuwe, voorlopige kapel gebouwd. Ten behoeve van grotere bedevaarten werd een grote kerktent neergezet. Nadat de tent in 1912 enkele malen was omgewaaid werd in 1913 de bedevaartskerk Onze-Lieve-Vrouw ter Nood gebouwd, ontworpen door architect Jan Stuyt. Deze kerk was bedoeld als tijdelijke noodkerk en zou vervangen moeten worden door een basiliek. Plannen voor een grote kerk waren in 1934, kort voor zijn dood, door Stuyt samen met diens zoon Giacomo gemaakt, maar werden begin jaren 60 definitief afgeblazen. Stuyt ontwierp in 1929 wel nog de Genadekapel, die in 1930 werd gebouwd op de plaats van de voorlopige kapel. De voorhof voor de kapel, waar zich de put bevindt, werd omsloten door een galerij. Op het terrein bevinden zich verder een kruisweg uit 1911, een vijver met rustaltaar en een calvarieberg.
Aan de spoorlijn naast het bedevaartsoord werd in 1914 een halte ingericht ten behoeve van de speciale processietreinen. Het succes van de bedevaart had verder de komst van hotels, restaurants, cafés en winkeltjes tot gevolg. Naast het terrein werden bovendien twee kloosters gebouwd.
Sinds 2015 worden er elke zaterdag een wandelbedevaart van Heiloo naar het Onze-Lieve-Vrouwe ter Nood ondernomen onder de noemer Sufi trail - Drie bronnen pelgrimsroute.